# Raad van Kardinalen
De Raad van Kardinalen is een adviesorgaan van de Rooms-Katholieke Kerk.

## Ontstaan
De instelling van de raad werd op 13 april 2013 aangekondigd door paus Franciscus en geformaliseerd op 28 september 2013 door middel van een chirograaf. De raad kreeg de opdracht de paus te adviseren over de inrichting van het bestuur van de kerk, en voorstellen te bestuderen om de apostolische constitutie van de Romeinse Curie, Pastor Bonus, te herzien.

## Huidige leden
| Lid sinds | Land             | Naam                                                                                          | Bijzonderheden |
| --------- | ---------------- | --------------------------------------------------------------------------------------------- | -------------- |
| 2013      | India            | Oswald Gracias, aartsbisschop van Bombay                                                      |                |
| 2013      | Verenigde Staten | Seán Patrick O'Malley O.F.M.Cap., aartsbisschop van Boston                                    |                |
| 2014      | Italië           | Pietro Parolin, kardinaal-staatssecretaris                                                    |                |
| 2020      | Congo-Kinshasa   | Fridolin Ambongo Besungu O.F.M.Cap., aartsbisschop van Kinshasa                               |                |
| 2023      | Luxemburg        | Jean-Claude Hollerich S.J., aartsbisschop van Luxemburg                                       |                |
| 2023      | Canada           | Gérald Lacroix, aartsbisschop van Quebec                                                      |                |
| 2023      | Spanje           | Juan José Omella Omella, aartsbisschop van Barcelona                                          |                |
| 2023      | Spanje           | Fernando Vérgez Alzaga L.C., president van de Pauselijke Commissie voor de Staat Vaticaanstad |                |
| 2023      | Brazilië         | Sérgio da Rocha O.F.M.Cap., aartsbisschop van São Salvador da Bahia                           |                |
| 2018      | Italië           | Marco Mellino, titulair bisschop van Cresima                                                  | secretaris     |

## Voormalige leden
| Termijn   | Land           | Naam                                    | Bijzonderheden         |
| --------- | -------------- | --------------------------------------- | ---------------------- |
| 2013-2023 | Honduras       | Óscar Andrés Rodríguez Maradiaga S.D.B. | was tevens coördinator |
| 2013-2023 | Italië         | Giuseppe Bertello                       |                        |
| 2013-2023 | Duitsland      | Reinhard Marx                           |                        |
| 2013-2018 | Chili          | Francisco Javier Errázuriz Ossa         |                        |
| 2013-2018 | Congo-Kinshasa | Laurent Monsengwo Pasinya               |                        |
| 2013-2018 | Australië      | George Pell                             |                        |